# Ponta dos Biscoitos
A Ponta dos Biscoitos é um promontório português localizado na freguesia das Lajes, concelho das Lajes do Pico, ilha do Pico, arquipélago dos Açores.
Esta formação geológica localiza-se entre a Ponta do Arrife e a freguesia das Ribeiras.